# Vierarmentunnel
De Vierarmentunnel is een tunnel ten oosten van Brussel op het grondgebied van de gemeenten Tervuren en Kraainem en leidt de R0 onder het Vierarmenkruispunt, de aansluiting op de N3 en de N227, door. De tunnel is 805 m lang en bestaat uit twee tunnelkokers met elk twee rijstroken. Er geldt een snelheidslimiet van 90 km/u.